# Celius
Celius (łac. Caelius mons, wł. Celio) – jedno z siedmiu wzgórz w obrębie Rzymu, położone pomiędzy Eskwilinem i Awentynem. W starożytności było dzielnicą zamieszkaną przez zamożnych Rzymian. Do dziś zachowały się m.in.: Mur Aureliana, fundament świątyni Klaudiusza, ruiny willi rodu Lateranii Plautii.
Przyłączone do miasta przez króla Tullusa Hostiliusza.